# جبل حزنة

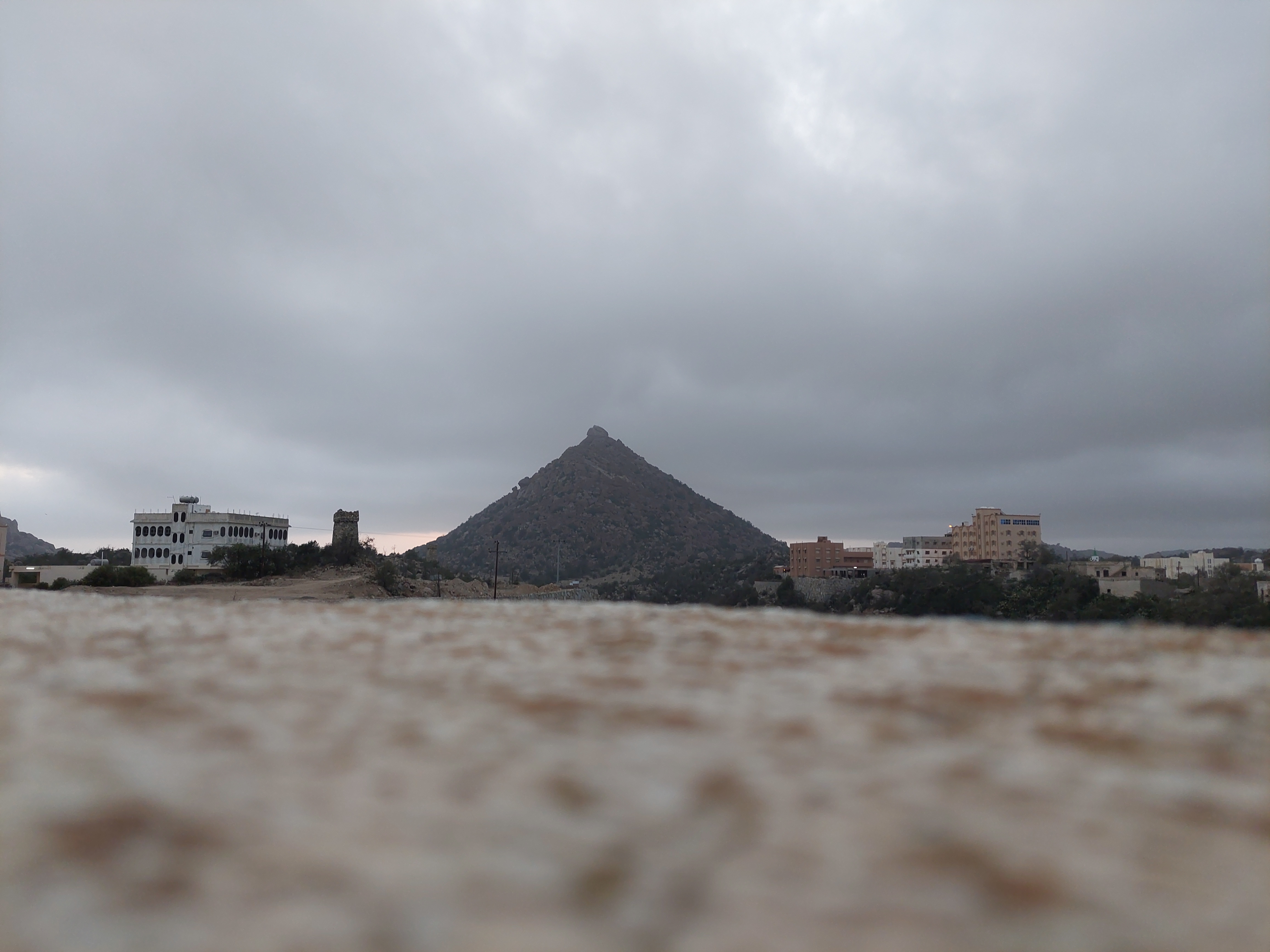

جبل حزنة هو أعلى جبل في مدينة بلجرشي بمنطقة الباحة في المنطقة الجنوبية من المملكة العربية السعودية.

## سبب التسمية
(حزنة) وتعني المكان العالي صعب المسالك، وحزنة نسبة للجبل وهو الحزن بالفتح وهو المكان العالي الوعر صعب المسالك

## الموقع
يقع في بلاد قبيلة بني ناشر إحدى قبائل بلجرشي من غامد و يشرف على سفوح ووديان منطقة تهامة الساحلية ويشرف على محافظه المخواة شمال منطقة الباحة  وتمتد الى حدود الخواة من بئر كديس الى جبال غضاف.

## الحياة البرية
ويعيش بجبل حزنة :
- النمر العربي
- الذئب العربي
- الضبع
- الكلاب
- الثعلب
- الوشق
- التفة
- القطط البرية
- الصقر
- النسر
- البوم
- الغربان
- الحمير
- الوعول
- الغزلان